# (9990) 1997 SO17
(9990) 1997 SO17 là một tiểu hành tinh vành đai chính. Nó bay quanh Mặt Trời theo chu kỳ 4.76 năm.
Nó được phát hiện bởi Tomimaru Okuni ngày 30 tháng 9 năm 1997 và given the tên chỉ định 1997 SO17.